# 6행정 기관
6행정 기관은 4행정 기관에 기초하는 내연 기관의 유형이다. 6행정 기관의 2가지 종류가 1890년부터 개발되어 왔다.
첫번째 방법에서, 단일 피스톤 디자인으로 불리는 엔진은 4행정 오토사이클 또는 디젤 사이클에서 손실된 열을 포착하고 동일한 실린더 내부 피스톤의 추가 전력 및 배기 행정을 전원에 연결해서 사용한다.
디자인은 추가 전원 행정 작동 유체로 증기 또는 공기를 사용한다.
기능적으로, 제2 피스톤이 종래의 엔진 밸브기구를 대체할 뿐만 아니라 압축비를 증가시킨다.